# Michel Debré
 Michel Jean-Pierre Debré  (Parijs, 15 januari 1912 – Montlouis-sur-Loire, 2 augustus 1996) was de eerste premier van de vijfde Franse republiek tijdens de regering van president Charles de Gaulle. Debré wordt beschouwd als een van de grondleggers van deze nieuwe staatsvorm; hij was een van de schrijvers van de nieuwe Franse grondwet. Debré vervulde verschillende ministerposten onder De Gaulle.

## Carrière
Debré was de zoon van de in Frankrijk bekende kinderarts Robert Debré (1882-1978) die wordt beschouwd als een van de grondleggers van de pediatrie. Hij ging na het Lycée Montaigne en Lycée Louis le Grand studeren aan de École libre des Sciences politiques (de voorloper van het Institut d'études politiques de Paris). Hij behaalde een doctoraat in de rechten aan de Universiteit van Parijs. Debré werd op tweeëntwintigjarige leeftijd lid van de Raad van State.

### Tweede Wereldoorlog
Debré kwam in 1939 in militaire dienst als reserveofficier bij de cavalerie. Hij kwam in juni 1940 in Duitse krijgsgevangenschap terecht tijdens de slag om Frankrijk, maar slaagde er in september van datzelfde jaar te ontsnappen. Hij keerde terug naar de Raad van State die op dat moment onder de Franse Vichy-regering viel. Hij werd ingezworen door Maarschalk Pétain. Na de Duitse invasie in 1942 was Debré niet langer een aanhanger van Pétain en vanaf februari 1943 maakte hij deel uit van het Franse verzet waar hij een belangrijk raadgever van generaal Charles de Gaulle werd. In 1944 benoemde de Gaulle Debré tot commissaris van de republiek voor Angers. In 1945 droeg de Voorlopige regering van de Franse republiek hem op de Franse ambtenarij te reorganiseren. Debré creëerde in 1945 de École nationale d'administration.

### Politiek

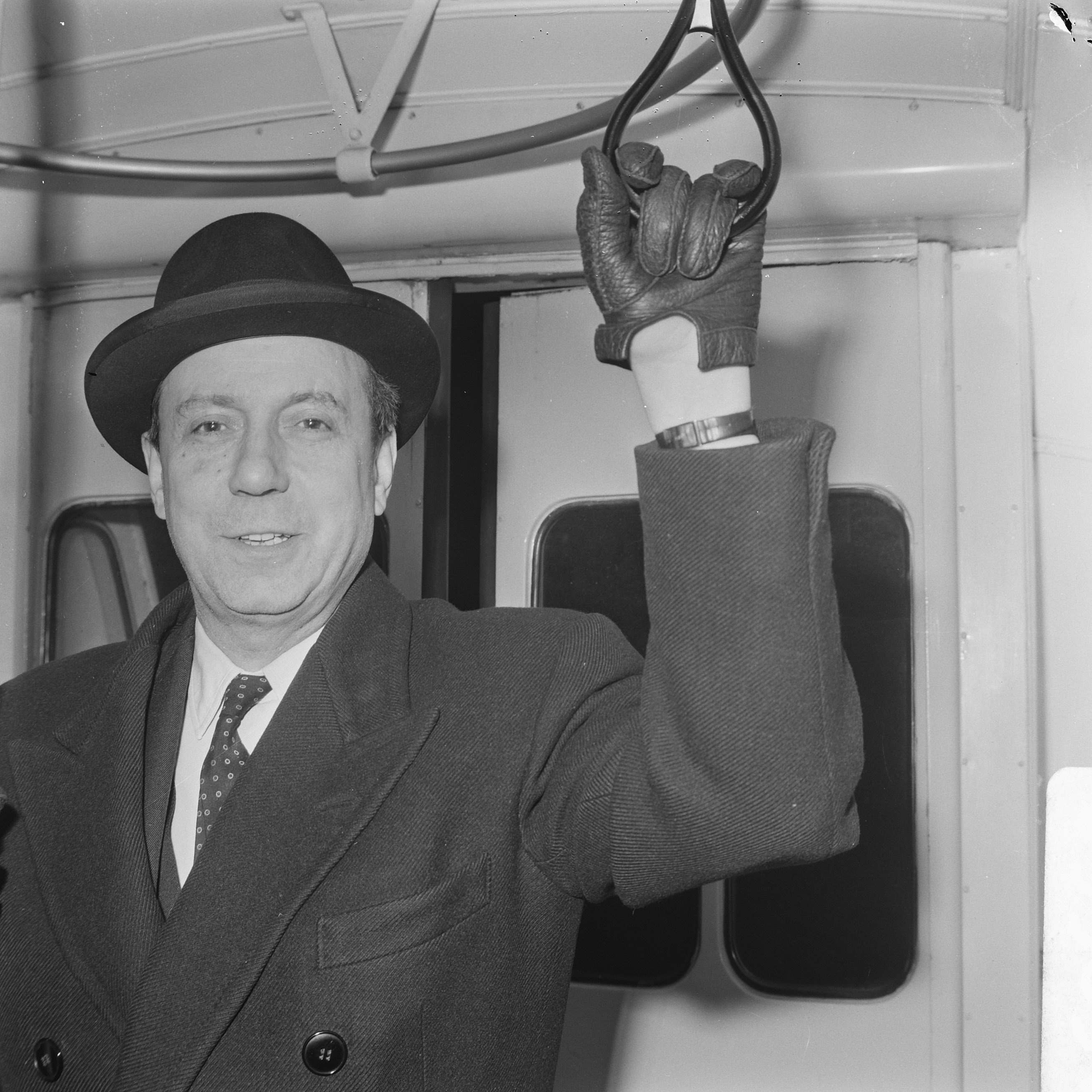
Debré in Nederland (1967)

Tijdens de vierde Franse Republiek was Debré van 1948 tot 1958 senator van het departement Indre-et-Loire. Als minister van Justitie (grootzegelbewaarder) in de regering van Charles de Gaulle was Debré in 1958 nauw betrokken bij het opstellen van de grondwet van de vijfde Franse Republiek. Hij was van 1959 tot 1962 de eerste premier van deze vijfde republiek. Hij werd in 1962 - na het referendum over het beëindigen van de Algerijnse oorlog - opgevolgd door Georges Pompidou. In 1963 werd Debré gekozen als volksvertegenwoordiger voor Réunion; hij organiseerde de omstreden emigratie van meer dan 1000 kinderen van het eiland naar Frankrijk.
Van 1966 tot 1968 was hij minister van Financiën en Economie van 1969 tot 1973 minister van Defensie. Hij was verantwoordelijk voor de nieuwe dienstplichtwet in 1971 waarbij studie geen reden meer was tot uitstel. Dit leidde tot groot studentenprotest en leidde ertoe dat Debré in april 1973 niet opnieuw werd gevraagd voor deze post in het kabinet-Messmer.
In 1976 stichtte Debré met Jacques Chirac de gaullistische partij Rassemblement pour la République (RPR). In 1979 werd hij verkozen in het Europees Parlement maar gaf in 1980 zijn zetels reeds op. Tijdens de Franse presidentsverkiezingen van 1981 stelde Debré zich - net als Jacques Chirac - kandidaat voor het presidentschap. Hij slaagde er slechts in 1,66 % van de stemmen te behalen.
In 1988 werd Debré verkozen tot lid van de Académie française.

## Mandaten
- 1948-1958: Senator van Indre-et-Loire
- 1963-1988: Gedeputeerde van Réunion
- 1966 – 1989: Burgemeester van Amboise
- 1976 – 1992: Lid van de regionale raad van Indre-et-Loire
- 1979 - 1980: Lid van het Europees Parlement

## Regeringsambten
- 1958 – 1959: Minister van Justitie
- 1959 – 1962: Premier
- 1966 – 1968: Minister van Economie en Financiën
- 1968 – 1969: Minister van Buitenlandse Zaken
- 1969 – 1973: Minister van Defensie

## Publicaties
- La Mort de l’État Républicain, 1947
- Ces Princes qui nous gouvernent, 1957
- Une certaine idée de la France, 1972
- Une Politique pour la Réunion, 1975
- Le Pouvoir Politique, 1977
- Le Gaullisme, 1978
- Français, Choisissez l’Espoir, 1979
- Lettre Ouverte aux Français pour la Reconquête de la France, 1980
- Peut-on lutter contre le chômage?, 1982
- Trois Républiques pour une France, 4 Bände, 1984 – 1995
- Entretiens avec le Général De Gaulle: 1961 – 1969, 1993
- Combattre Toujours: 1969 – 1993, 1994

- Bibsys: 90632350
- Bibliothèque nationale de France: cb118989766 (data)
- CiNii: DA03002512
- Gemeinsame Normdatei: 11917975X
- International Standard Name Identifier: 0000 0001 2133 9845
- Library of Congress Control Number: n50040436
- Nationale bibliotheek van Australië: 49784454
- Nationale Bibliotheek van Israël: 987007273679905171
- Nationale Bibliotheek van Polen: a0000002135679
- Nederlandse Thesaurus van Auteursnamen: 071311750
- LIBRIS: 327673
- SNAC: w6t75v55
- Système universitaire de documentation: 027761835
- Trove: 1495965
- Virtual International Authority File: 56608238
- WorldCat: E39PBJtX6gwqqRDvVvdgpqW7HC